# Arrête ton char Cléo
Série Carry On
Agent secret 00.0H contre docteur Crow Carry on cowboy
Pour plus de détails, voir Fiche technique et Distribution.
Arrête ton char Cléo (Carry on Cleo) est un film britannique réalisé par Gerald Thomas, sorti en 1964.
C'est le dixième film de la série de films Carry On.

## Fiche technique
- Titre original : Carry on Cleo
- Titre français : Arrête ton char Cléo
- Réalisation : Gerald Thomas
- Scénario : Talbot Rothwell
- Musique : Eric Rogers
- Costumes : Julie Harris
- Photographie : Alan Hume
- Production: Peter Rogers, Frank Bevis (producteur délégué)
- Société de production : Peter Rogers Productions, Adder (non crédité)
- Société(s) de distribution : Anglo-Amalgamated
- Pays d'origine : Royaume-Uni
- Format : Couleurs (Eastmancolor) - 1,66:1 - Mono
- Genre : comédie, historique
- Durée : 92 minutes
- Dates de sortie : 
  - Royaume-Uni : 18 décembre 1964
  - France : 28 décembre 1966

## Distribution
- Sidney James : Marc-Antoine
- Kenneth Williams : Jules César
- Kenneth Connor : Hengist Pod
- Charles Hawtrey : Sénèque l'Ancien
- Joan Sims : Calpurnia Pisonis
- Jim Dale : Horsa
- Amanda Barrie : Cléopâtre
- Brian Oulton : Brutus
- Victor Maddern : Sergent-Major
- Jon Pertwee : Soothsayer
- Francis De Wolff : Agrippa
- Peter Gilmore
- Bill Douglas (non crédité)
- Percy Herbert (non crédité)